# SHISHAMO 2
《SHISHAMO 2》是日本摇滚乐队SHISHAMO的第2张原创专辑，于2015年3月4日发行。

## 简介
SHISHAMO在2015年2月4日宣布了将要发行这张专辑的消息，这是乐队成员更换后SHISHAMO的首张专辑。
与上一张专辑《SHISHAMO》时隔1年4个月，新专辑《SHISHAMO 2》共收录包括单曲《你与夏季音乐节》、《量产型男友》等在内的11首歌曲。专辑封面由摄影家川岛小鸟拍摄。
在专辑发行前一天，SHISHAMO宣布了2016年1月4日在日本武道馆进行演唱会的消息。
专辑发行首周获得了Oricon公信榜第17位的成绩。

## 发行
《SHISHAMO 2》于2015年3月4日发行。
- 普通盘（商品编号：XQFQ-1402）

## 收录
| CD       | CD                 | CD         | CD                                          | CD    |
| 曲序     | 曲目               |            | 备注                                        | 时长  |
| -------- | ------------------ | ---------- | ------------------------------------------- | ----- |
| 1.       | （我，其实）       | 吉川美冴贵 |                                             | 3:21  |
| 2.       | （不能和你说的是） | 宫崎朝子   |                                             | 4:28  |
| 3.       | （她的周日）       | 宫崎朝子   |                                             | 3:52  |
| 4.       | （朋友）           | 宫崎朝子   |                                             | 4:23  |
| 5.       | （你与夏季音乐节） | 宫崎朝子   | Nakabayashi Logical Air “你的前进”篇 广告曲 | 3:45  |
| 6.       | （量产型男友）     | 宫崎朝子   |                                             | 4:37  |
| 7.       | （恋爱假期）       | 宫崎朝子   |                                             | 4:06  |
| 8.       | （昼夜颠倒）       | 宫崎朝子   |                                             | 4:01  |
| 9.       | （约会计划）       | 宫崎朝子   |                                             | 3:33  |
| 10.      | （花）             | 宫崎朝子   |                                             | 4:01  |
| 11.      | （离别的季节）     | 宫崎朝子   |                                             | 5:46  |
| 总时长： | 总时长：           | 总时长：   | 总时长：                                    | 45:59 |